# Stopa bitova
Stopa bitova (eng. bitrate, bit rate), broj računalnih bitova poslanih ili obrađenih u jedinici vremena. Obično izraženo u kilobitima u sekundi (kbps). Za nesažetu, datoteku PCM, kbps stopa bitova je stopa uzorka pomnožena s formatom uzorka pomnoženo s brojem kanala, podijeljeno s 1000 što daje 1411 kbps za Red Book WAV ili AIFF. Stope su znatno niže za nesažete ili mlitave formate, a stope MP3-ja nisu ovisne o stopi uzorka.